# Kurt Wimmer
Kurt Wimmer (n. 9 martie 1964, Hawaii, SUA) este un scenarist și regizor american.

## Filmografie
- Salt 2 (scenarist)
- Total Recall (scenarist)
- Salt (2010) (scenarist)
- Law Abiding Citizen (2009) (scenarist)
- Street Kings (2008) (scenarist)
- Ultraviolet (2006) (scenarist/regizor)
- The Recruit (2003) (scenarist)
- Equilibrium (2002) (scenarist/regizor)
- The Thomas Crown Affair (1999) (scenarist)
- Sphere (1998) (adaptare pentru ecran)
- One Tough Bastard (1995) (regizor)